# 1950 en arts plastiques
| Années des arts plastiques : 1947 - 1948 - 1949 - 1950 - 1951 - 1952 - 1953    |
| Décennies des arts plastiques : 1920 - 1930 - 1940 - 1950 - 1960 - 1970 - 1980 |

Cet article concerne l'année 1950 en arts plastiques.

## Œuvres
- L'Homme qui chavire, sculpture d'Alberto Giacometti.
- La Cornada, eau-forte sur cuivre de Jean-Marie Granier.
- La Cornada avec peón au quite, eau-forte sur cuivre de Jean-Marie Granier.

## Événements
- Acquisition par la Frick Collection de New York de La Flagellation du Christ (1280) de Cimabue, dissociée du Diptyque de dévotion.

## Naissances
- 7 janvier : Jeanne Silverthorne, artiste américaine
- 28 février : Norbert Engel, artiste peintre contemporain français.
- 15 mars : Alex Barbier, auteur de bande dessinée et peintre français († 29 janvier 2019),
- 10 avril : Pierre Heymann, peintre français,
- 29 mai : Oberto Airaudi, philosophe et peintre italien († 24 juin 2013),
- 5 juin : Pierre Le-Tan,  illustrateur, dessinateur, peintre et décorateur français († 17 septembre 2019),
- 4 juillet : Irina Makarova, peintre russe,
- 27 septembre : Jean Plichart, peintre et graveur français († 13 septembre 2006),
- 1er octobre : Philippe Desloubières, sculpteur français,
- 17 octobre : Jean Dometti, peintre et graveur français,
- 22 novembre : Jean-Paul Landais, peintre français († 2 février 2021),
- 11 décembre : Olaf Van Cleef, voyageur, auteur et peintre collagiste néerlandais († 8 novembre 2018),
- 25 décembre : Abdallah Sadouk, peintre, sculpteur, graveur et lithographe marocain ;
- vers 1950 : Cg'ose Ntcox'o, peintre et lithographe botswanaise († 6 octobre 2013).
- ? : Shichiro Enjoji, peintre japonais.

## Décès
- 6 janvier : Henri Charrier, peintre français (° 19 septembre 1859),
- 8 janvier : Iefim Tcheptsov, peintre et enseignant russe puis soviétique (° 28 décembre 1874),
- 26 janvier : François Joseph Vernay, peintre impressionniste suisse (° 22 avril 1864),
- 3 février : André Astoul, peintre français (° 8 novembre 1886),
- 13 février : Frédéric Rouge, peintre suisse (° 27 avril 1867),
- 15 février : Léon Fauché, peintre français (° 22 mars 1862),
- 17 février : Tigrane Polat, peintre et illustrateur franco-égyptien d'origine arménienne (° 23 mars 1874),
- 10 mars : Auguste Frédéric Pierre Sézille des Essarts, peintre français (° 12 mars 1867),
- 29 mars : Lucien-Victor Guirand de Scévola, peintre, dessinateur et illustrateur français (° 14 novembre 1871),
- 31 mars : Michisei Kohno, peintre, illustrateur et graveur japonais (° 10 juin 1895),
- 1er avril : Maurice Perronnet, peintre, administrateur de théâtre et maître d'armes français (° 19 octobre 1877),
- 5 avril : Hiroshi Yoshida, peintre et graveur sur bois japonais (° 19 septembre 1876),
- 12 avril : Raymond Moritz, peintre figuratif, illustrateur et fresquiste français (° 8 juillet 1891),
- 15 avril : Eugène Brouillard, peintre français (° 9 mai 1870),
- 16 avril : Madeleine Zillhardt, peintre française (° 10 juin 1863),
- 17 avril : Georges d'Espagnat, peintre, illustrateur et graveur français (° 14 août 1870),
- 26 avril : Joseph Asal, peintre allemand et français (° 2 février 1875),
- 2 mai : Victor Crumière, peintre et plasticien français (° 22 novembre 1895),
- 11 mai : Alméry Lobel-Riche, peintre, graveur et illustrateur français (° 3 mai 1877),
- 2 juillet : Paul Chmaroff, peintre russe puis soviétique (° 22 septembre 1874),
- 9 juillet : Georges Dola, peintre français (° 2 novembre 1872),
- 14 juillet : Adrien Segers, peintre français (° 17 octobre 1876),
- 24 juillet : Basilio Cascella, peintre italien (° 1er octobre 1860),
- 25 juillet : Jean-Gabriel Daragnès, peintre et graveur français (° 2 avril 1886),
- 31 juillet :
  - Cees van der Aa, peintre et marchand d'art néerlandais (° 14 juillet 1883),
  - Émile Quentin-Brin, peintre français (° 2 juin 1863),
- 3 août : Hélène Oettingen, peintre et femme de lettres française (° 21 mai 1885),
- 4 août : Georges-Émile Lebacq, peintre belge (° 26 septembre 1876),
- 14 août : Gilbert Galland, peintre orientaliste français (° 25 février 1870),
- 2 septembre : Borghild Arnesen, peintre et orfèvre norvégienne (° 30 avril 1872),
- 19 septembre : Paul Émile Lecomte, peintre français (° 29 octobre 1877),
- 5 octobre : George Desvallières, peintre français (° 14 mars 1861),
- 13 octobre : Xavier Haas, peintre et graveur français (° 1907),
- 14 octobre : Raoul David, peintre portraitiste, paysagiste, graveur et illustrateur français (° 23 juillet 1876),
- 17 octobre : André Sivade, peintre postimpressionniste français (° 29 février 1876),
- 23 novembre : Charles-Auguste Edelmann, peintre et illustrateur français (° 16 août 1879),
- 24 novembre : Gaëtan Dumas, peintre et poète français (° 22 janvier 1879),
- 30 novembre : Édouard-Alexandre Bernard, peintre, affichiste, caricaturiste, graveur et dessinateur français († 20 mars 1879),
- 6 décembre : Ernest-Marie Pernelle, peintre français (° 24 novembre 1861),
- 7 décembre : Wojciech Weiss, peintre polonais (° 4 mai 1875),
- 27 décembre : Max Beckmann, peintre et dessinateur allemand (° 12 février 1884),
- 29 décembre :
  - Louis Icart, peintre, graveur et illustrateur français (° 12 novembre 1888),
  - Frank-Will, peintre français (° 13 mars 1900),
- ? :
  - Henri-Georges Bréard, peintre français (° 1873),
  - Pierre-Louis Cazaubon, peintre décorateur français de genre, de paysages et de marine (° 28 juin 1872),
  - Céline Deldebat de Gonzalva, peintre française (° 1864),
  - Albert Lynch, peintre et illustrateur d'origine allemande et péruvienne naturalisé français (° 26 septembre 1860),
  - Paul Paquereau, décorateur de théâtre et peintre français (° 17 janvier 1871),
  - André Sivade, peintre postimpressionniste français (° 1880),
- Vers 1950 :
- Richard Pirl, peintre figuratif et photographe suisse (° vers 1890).